# Die Bestie in Menschengestalt (альбом)
Die Bestie in Menschengestalt  (рус. «Бестия в человеческом обличии») — пятый студийный альбом немецкой панк-группы Die Ärzte, вышедший в 1993 году и первая студийная работа коллектива после пятилетнего перерыва (1988-1993). Альбом так же является первым релизом при участии бас-гитариста Родриго Гонсалеса. Пластинка вышла 5 октября 1993 года, достигла 2-го места в немецком чарте, продержавшись 21 неделю в топ-10 и трижды получила золотой статус. В сентябре 2015 года, после спонтанно начавшейся в социальных сетях акции, направленной против ксенофобии в Германии, сингл "Schrei nach Liebe", имея и без того культовый статус среди поклонников, спустя 22 года после релиза вернулся в немецкий чарт и поднялся до первого места. Группа пообещала направить все заработанные с продажи сингла средства в фонд помощи беженцам.

## Список композиций
1. «Inntro» – 0:06
2. «Schrei nach Liebe» (Bela B. Felsenheimer, Farin Urlaub) – 4:12
3. «Schopenhauer» (Urlaub) – 3:06
4. «Für uns» (Felsenheimer) – 4:42
5. «Hey Huh (in Scheiben)» (Felsenheimer, Urlaub) – 1:29
6. «FaFaFa» (Urlaub) – 1:41
7. «Deutschrockgirl» (Felsenheimer, Felsenheimer, Urlaub) – 1:53
8. «Mach die Augen zu» (Urlaub) – 4:00
9. «Gehirn-Stürm» (Felsenheimer, Rodrigo González, Felsenheimer) – 4:04
10. «Mit dem Schwert nach Polen, warum René?» (Felsenheimer, González, Felsenheimer) – 4:28
11. «Claudia (Teil 95)» (Felsenheimer, González, Urlaub) – 0:09
12. «Die Allerschürfste» (Urlaub) – 3:24
13. «Friedenspanzer» (González, Felsenheimer) – 3:56
14. «Quark» (Urlaub) – 2:45
15. «Dos corazones» (González) – 3:47
16. «Kopfüber in die Hölle» (Urlaub) – 2:54
17. «Omaboy» (Felsenheimer) – 4:45
18. «Lieber Tee» (Urlaub) – 4:47
19. «Wenn es Abend wird» (Urlaub) – 6:36

#### Сингл —«Schrei nach Liebe»
1. "Wenn es Abend wird" - 6:30
2. "Schrei nach Liebe" - 4:13
3. "Felicita" - 0:52
4. "Ja (Demo)" - 2:38

#### Сингл —«Mach die Augen zu»
1. "Mach die Augen zu" (Urlaub) - 4:00
2. "25 Stunden am Tag" (Witte) - 3:13
3. "Punkrockgirl" (Originalversion)" (Felsenheimer) - 1:53
4. "Wahre Liebe" (Gonzalez, Felsenheimer, Urlaub) - 3:03
5. "Mach die Augen zu" (Remix)" (Urlaub) - 4:30

#### Сингл —«Frienspanzer»
1. "Friedenspanzer" (Gonzalez/Felsenheimer) - 4:00
2. "Die Wikingjugend hat mein Mädchen entführt" (The Ramones/Felsenheimer) - 2:28
3. "Stick It Out/What's the Ugliest Part of Your Body" (Frank Zappa) - 3:08
4. "Die Allerschürfste (Outtake)" (Urlaub) - 1:30
5. "Schopenhauer (Neu)" (Urlaub) - 3:06

#### Сингл —«Quark»
1. "Quark (Neuer Text - 135% politisch korrekt)" (Urlaub) - 2:44
2. "Revolution '94" (Urlaub, Felsenheimer/Urlaub) - 2:59
3. "Analyzer Smith (Unplugged)" (Urlaub) - 3:54
4. "Mysteryland" (Felsenheimer) - 3:48
5. "Hey Huh (in Scheiben)" (Felsenheimer/Urlaub) - 2:23
6. "Ein Haufen Gebrösel in D-Moll (Tour-Tour-Intro)" (Gonzalez, Urlaub) - 3:20